# Athyrium giganteum
Athyrium giganteum là một loài thực vật có mạch trong họ Woodsiaceae. Loài này được De Vol miêu tả khoa học đầu tiên năm 1945.